# Finn Bennett
Finn Bennett (Hackney, Londres, 1 de janeiro de 1999) é um ator britânico. Na televisão, ele é conhecido por seu papel como o policial Peter Prior na quarta temporada da série da HBO, True Detective.

## Início de vida
Finn Bennett nasceu em 1999 no Hospital Universitário Homerton em Hackney, Londres, filho de Ronan Bennett, um romancista e roteirista irlandês, e Georgina Henry, uma jornalista britânica. Ele também tem herança belga por meio de sua avó materna, Annette Duvivier. Bennett frequentou a escola em Londres e aos sábados ia às aulas de teatro na Stagecoach Performing Arts em Islington. Em vez de ir para a universidade, ele teve vários empregos até aparecer em Domina.

## Carreira
Bennett começou sua carreira como ator mirim, fazendo sua estreia na televisão em um episódio de 2010 do drama policial da ITV Foyle's War, como uma versão jovem do personagem de Andrew Scott. Isso foi seguido por uma aparição especial em 2013 no drama policial do  Channel 4 Top Boy. Ele apareceu na adaptação cinematográfica para a televisão da BBC One do livro de memórias de Laurie Lee, Cider with Rosie (2015). Ele teve um papel recorrente como Ewen na primeira temporada de Liar em 2017. No ano seguinte, ele interpretou Simon Warner no drama policial do Channel 4 Kiri e fez uma aparição especial em um episódio da comédia dramática da Sky One Sick of It. 
Em 2019, Bennett fez sua estreia no cinema com um pequeno papel no drama Hope Gap, de William Nicholson. Bennett retornou à televisão em 2021, quando interpretou Marcellus na série Domina, da Sky Atlantic. No mesmo ano, ele apareceu no filme de terror A Banquet.
Em setembro de 2022, Bennett foi escalado como Peter Prior na quarta temporada da série antológica da HBO True Detective, subintitulada Night Country, que estreou em 14 de janeiro de 2024. Em março de 2024, ele foi escalado para a série Black Doves da Netflix e para o filme Warfare de Alex Garland. Em 18 de junho de 2024, foi confirmado que Bennett se juntaria ao elenco de A Knight of The Seven Kingdoms como Aerion Targaryen.

## Filmografia
| † | Indica obras que ainda não foram lançadas |

### Filmes
| Ano  | Título          | Papel       | Notas    |
| ---- | --------------- | ----------- | -------- |
| 2019 | Hope Gap        | Robbie      |          |
| 2020 | Surge           | Adolescente |          |
| 2021 | A Banquet       | Sean        |          |
| 2025 | Warfare         | John        |          |
| 2025 | Eye for an Eye  | Shawn       |          |
| ASA  | The Backrooms † | ASA         | Filmagem |

### Televisão
| Ano  | Título                           | Papel                   | Notas                         |
| ---- | -------------------------------- | ----------------------- | ----------------------------- |
| 2010 | Foyle's War                      | O jovem James Devereaux | Episódio: "The Hide"          |
| 2013 | Top Boy                          | Noah                    | 2ª temporada, episódio 1      |
| 2015 | Cider with Rosie                 | Jack                    | Filme para TV                 |
| 2017 | Liar                             | Ewen                    | 4 episódios                   |
| 2018 | Kiri                             | Simão Warner            | 4 episódios                   |
| 2018 | Sick of It                       | Dylan                   | Episódio: "The Kid"           |
| 2021 | Domina                           | Marcellus               | 4 episódios                   |
| 2021 | The Nevers                       | Pink Shirt              | Episódio: " Exposure "        |
| 2024 | True Detective: Night Country    | Oficial Peter Prior     | Elenco principal; 6 episódios |
| 2024 | Black Doves                      | Cole Atwood             | Recorrente                    |
| 2026 | A Knight of the Seven Kingdoms † | Aerion Targaryen        | Pós-produção                  |
| ASA  | Prisioners †                     | ASA                     | Pós-produção                  |

## Prêmios e indicações
| Ano  | Associação                   | Categoria                                                  | Trabalhar                     | Resultado | Ref.   |
| ---- | ---------------------------- | ---------------------------------------------------------- | ----------------------------- | --------- | ------ |
| 2024 | Prêmios Astra TV             | Melhor Ator Coadjuvante em Série Limitada ou Filme para TV | True Detective: Night Country | Indicado  | [ 16 ] |
| 2025 | Festival de Cinema de Cannes | Troféu Chopard                                             | —                             | Venceu    | [ 17 ] |